# زیادی برات خوشگله
زیادی برات خوشگله (فرانسوی: Trop belle pour toi‎) فیلمی در ژانر کمدی به کارگردانی برتران بلیه است که در سال ۱۹۸۹ منتشر شد. از بازیگران آن می‌توان به ژرار دوپاردیو، ژوزین بالاسکو، کارول بوکه، فرانسوا کلوزه و ریچارد مارتین اشاره کرد. این فیلم در چهل و دومین جشنواره فیلم کن برنده جایزه بزرگ شده‌است.